# Richard Hooker

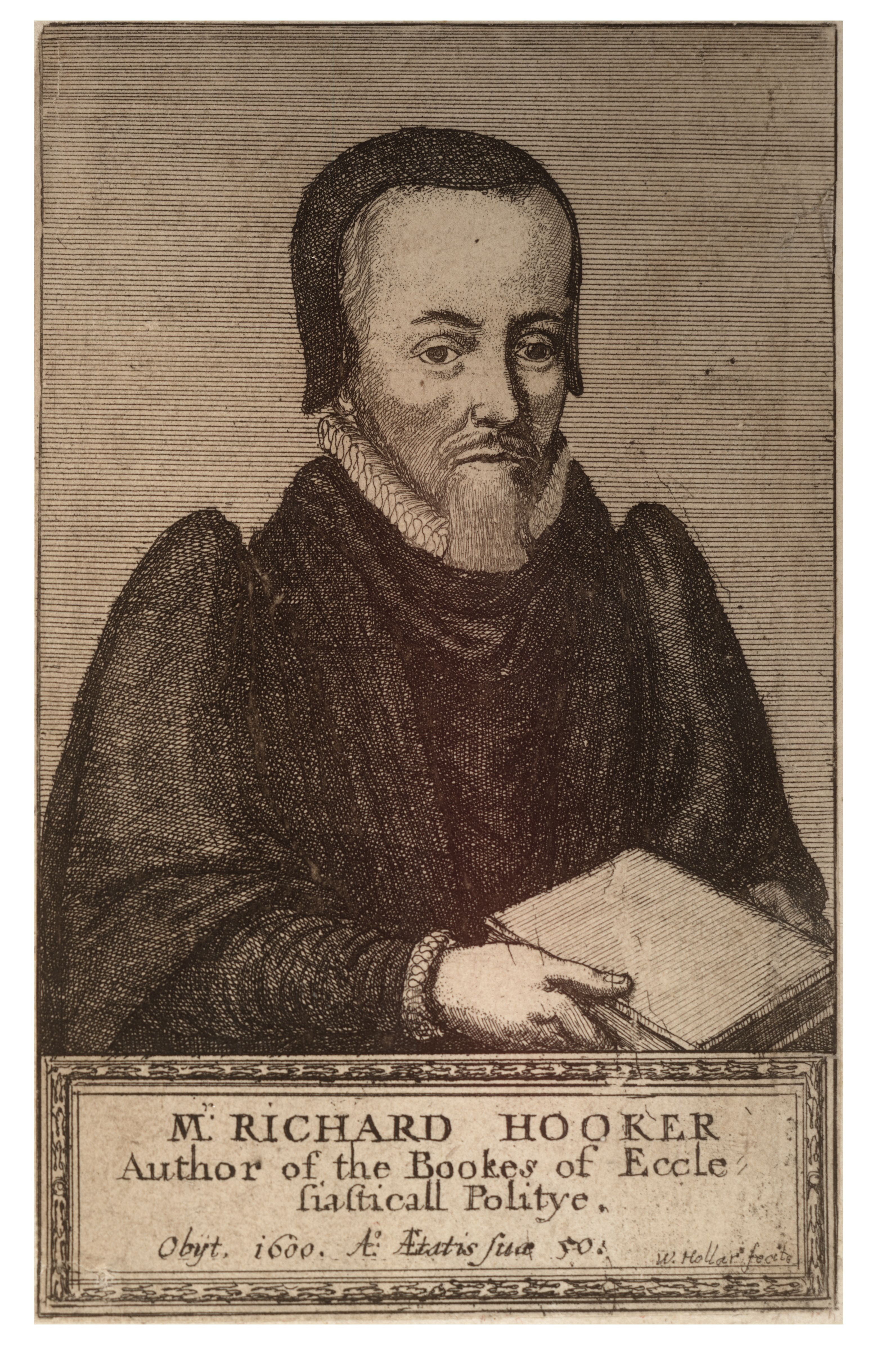

Richard Hooker (março de 1554 – 3 de novembro de 1600) foi um pastor Anglicano e um influente teólogo. A ênfase de Hooker na razão e na tolerância influenciaram bastante o desenvolvimento de Anglicanismo. Ele foi o co-fundador (com Thomas Cranmer e Matthew Parker) do pensamento teológico anglicano.

## Carreira
Ele foi um dos mais importantes teólogos ingleses do século XVI. Sua defesa do papel da razão redimida informou a teologia das Caroline Divines do século XVII e mais tarde forneceu a muitos membros da Igreja da Inglaterra um método teológico que combinava as reivindicações da revelação, da razão e da tradição.
Os estudiosos discordam quanto à relação de Hooker com o que mais tarde seria chamado de "Anglicanismo" e a tradição teológica reformada. Tradicionalmente, ele tem sido considerado o criador da via anglicana entre o protestantismo e o catolicismo. No entanto, um número crescente de estudiosos tem argumentado que ele deveria ser considerado como parte da teologia reformada dominante de seu tempo e que ele apenas procurou se opor aos extremistas (puritanos), em vez de afastar a Igreja da Inglaterra. do protestantismo. O termo "Anglicano" não é encontrado em seus escritos e, de fato, aparece pela primeira vez no início do reinado de Charles I, quando a Igreja da Inglaterra se moveu em direção a uma posição arminiana doutrinariamente e a uma aparência mais "católica" liturgicamente sob a liderança de Arcebispo William Laud.

## Obras
Além das Leis , os escritos menores de Hooker, que são poucos em número, dividem-se em três grupos: aqueles relacionados à Controvérsia do Templo com Travers (incluindo três sermões); aqueles relacionados com a última redação dos últimos livros das Leis; e outros sermões diversos (quatro completos mais três fragmentos).

### Discurso Aprendido de Justificação
Este sermão de 1585 foi um dos que desencadeou o ataque de Travers e o apelo ao Conselho Privado. Travers acusou Hooker de pregar doutrina favorável à Igreja de Roma quando na verdade ele acabara de descrever suas diferenças, enfatizando que Roma atribuía às obras "um poder de satisfazer a Deus pelo pecado". Para Hooker, as obras eram uma expressão necessária de ação de graças pela justificação imerecida de um Deus misericordioso. Hooker defendeu sua crença na doutrina da justificação pela fé, mas argumentou que mesmo aqueles que não entendessem ou aceitassem isso poderiam ser salvos por Deus.
Hooker também expressa nesta obra o clássico ordo salutis que reconhece a distinção entre justificação e santificação como duas formas de justiça, ao mesmo tempo que enfatiza o papel que os sacramentos têm na justificação. A abordagem de Hooker para este tópico é vista como um exemplo clássico da via anglicana via mídia.

### Das Leis da Política Eclesiástica
Das Leis da Política Eclesiástica (ortografia original, Das Leis da Política Eclesiástica) é a obra mais conhecida de Hooker, com os primeiros quatro livros sendo publicados em 1594. O quinto livro foi publicado em 1597, enquanto os três últimos foram publicados postumamente, e, na verdade, nem tudo pode ser obra sua. Estruturalmente, a obra é uma resposta cuidadosamente elaborada aos princípios gerais do Puritanismo encontrados na “Admoestação” e nos escritos subsequentes de Thomas Cartwright, mais especificamente:
1. Somente as Escrituras são a regra que deve governar toda a conduta humana;
2. As Escrituras prescrevem uma forma inalterável de governo da Igreja;
3. A Igreja Inglesa está corrompida pelas ordens, ritos e cerimônias católicas romanas;
4. A lei é corrupta ao não permitir presbíteros leigos;
5. “Não deveria haver Bispos na Igreja”.[6]

As Leis foram caracterizadas como "provavelmente a primeira grande obra de filosofia e teologia a ser escrita em inglês". O livro é muito mais do que uma refutação negativa das afirmações puritanas: é (aqui McAdoo cita John S. Marshall) "um todo contínuo e coerente apresentando uma filosofia e teologia compatível com o Livro Anglicano de Oração Comum e o tradicional aspectos do Acordo Elisabetano".
Citando C. S. Lewis, Stephen Neill sublinha seu lado positivo nos seguintes termos: até agora, na Inglaterra, "a controvérsia envolvia apenas táticas; Hooker acrescentou estratégia. Muito antes do início da luta acirrada no Livro III, a posição puritana foi apresentada desesperado pelos grandes movimentos de flanco nos Livros I e II... Assim, a refutação do inimigo acaba por parecer uma coisa muito pequena, um subproduto".
É um trabalho massivo que trata principalmente do governo adequado das igrejas (“governo”). Os puritanos defendiam o rebaixamento do clero e do eclesiasticismo. Hooker tentou descobrir quais métodos de organização de igrejas são os melhores. O que estava em jogo por trás da teologia era a posição da Rainha Elizabeth I como Governadora Suprema da Igreja. Se a doutrina não fosse estabelecida pelas autoridades, e se o argumento de Martinho Lutero a favor do sacerdócio de todos os crentes fosse seguido ao extremo com o governo dos Eleitos, então ter o monarca como governador da igreja seria intolerável. Por outro lado, se o monarca fosse nomeado por Deus para ser o governador da igreja, então as paróquias locais que seguissem seus próprios caminhos na doutrina seriam igualmente intoleráveis.
Na filosofia política, Hooker é mais lembrado por seu relato sobre o direito e as origens do governo no Livro Um das Leis. Baseando-se fortemente no pensamento jurídico de Tomás de Aquino, Hooker distingue sete formas de lei: lei eterna ("aquilo que Deus se propôs eternamente observar em todas as suas obras"), lei celestial (a lei de Deus para os anjos), lei da natureza (aquela parte da lei eterna de Deus que governa os objetos naturais), a lei da razão (ditados da Razão Correta que governam normativamente a conduta humana), o direito humano positivo (regras feitas por legisladores humanos para o ordenamento de uma sociedade civil), a lei divina (regras estabelecido por Deus que só pode ser conhecido por revelação especial) e lei eclesiástica (regras para o governo de uma igreja). Tal como Aristóteles, a quem cita frequentemente, Hooker acredita que os humanos são naturalmente inclinados a viver em sociedade. Os governos, afirma ele, baseiam-se tanto neste instinto social natural como no consentimento expresso ou implícito dos governados.
As Leis é lembrada não apenas por sua estatura como obra monumental do pensamento anglicano, mas também por sua influência no desenvolvimento da teologia, da teoria política e da prosa inglesa.

#### Pensamento escolástico de maneira latitudinária
Hooker trabalhou principalmente com Tomás de Aquino, mas adaptou o pensamento escolástico de maneira latitudinária. Ele argumentou que a organização da igreja, assim como a organização política, é uma das "coisas indiferentes" a Deus. Ele escreveu que questões doutrinárias menores não eram questões que condenavam ou salvavam a alma, mas sim estruturas que cercavam a vida moral e religiosa do crente. Ele afirmava que havia monarquias boas e monarquias más, democracias boas e monarquias más, e hierarquias eclesiásticas boas e monarquias más: o que importava era a piedade do povo. Ao mesmo tempo, Hooker argumentou que a autoridade era comandada pela Bíblia e pelas tradições da igreja primitiva, mas a autoridade era algo que devia ser baseado na piedade e na razão, e não na investidura automática. Isto porque a autoridade tinha que ser obedecida mesmo que fosse errada e precisava ser remediada pela razão correta e pelo Espírito Santo. Notavelmente, Hooker afirmou que o poder e a propriedade dos bispos não precisam ser absolutos em todos os casos.